# 27P/Crommelin
27P/Crommelin, Crommelinov komet, zvan i komet Pons-Coggia-Winnecke-Forbes, komet Halleyjeve vrste, objekt blizu Zemlji. Dobio ime po astronomu francusko-hugenotskog podrijetla, rođenom u Irskoj, koji je školovao se i radio u Engleskoj Andrewu Crommelinu koji je prvi izračunao njegovu putanju.